# گاراژ ۸۸۸
گاراژ۸۸۸ مجموعه‌ای نمایشی محصول سال ۱۳۹۵–۱۳۹۴ در ۱۰ قسمت به کارگردانی سام کلانتری و تهیه‌کنندگی سامان مقدم است.

## داستان
فصل اول این مجموعه پس از یک سال پژوهش دربارهٔ اَبَرخودروهای جهان با همکاری شرکت «تنجرین» تولید شده است.
در این برنامه هنرمندانی چون؛ فرهاد آئیش، رؤیا تیموریان، رامین حیدری فاروقی، مصطفی زمانی، مسعود رایگان، شقایق دهقان، مائده طهماسبی، مهراب قاسم‌خانی، رضا ناجی، رؤیا نونهالی و … به تست فنی اتوموبیل‌ها می‌پردازند و اجرای برنامه را نیز علی قربان‌زاده بر عهده دارد.

## عرضه و پخش
به گزارش حوزه سینما گروه فرهنگی باشگاه خبرنگاران جوان؛ فیلمبرداری فصل اول مجموعه «گاراژ ۸۸۸» به تهیه‌کنندگی سامان مقدم و کارگردانی سام کلانتری که در دبی کلید خورده بود به پایان رسیده و ۸۰ درصد از تدوین آن توسط سیامک مهماندوست انجام شده است.

## بازیگران
- مصطفی زمانی
- شقایق دهقان
- مائده طهماسبی
- فرهاد آئیش
- مهراب قاسم‌خانی
- رضا ناجی
- رؤیا نونهالی
- رامین حیدری فاروقی
- رویا تیموریان
- مسعود رایگان

## تعداد قسمت‌ها
- فصل اول: ۱۰ قسمت